# Los ángeles de Estela
Los Angeles de Estela foi uma telenovela chilena. Estreou no dia 22 setembro de 2009, na rede televisiva TVN. Durou apenas 1 temporada, com 121 episódios.
Em seu primeiro dia na TV, alcançou a média de 27,6 pontos, superando canais tradicionais, como a Chilevisión e a Rede TV.

## Elenco
- Coca Guazzini como Estela Cox / Agetilde Rocha
- Jorge Zabaleta como León Inostroza / León Urmeneta
- María Elena Swett como Margarita Bobadilla / Margarita Alcázar
- Francisco Pérez-Bannen como Danilo Escobar.
- Cristián Arriagada como Emilio Palacios.
- Begoña Basauri como Laura Alcázar.
- Anita Reeves como Lina Lumbrera.
- Paola Volpato como Paloma Subercaseaux.
- Cristián Riquelme como Mario Bobadilla "Mario B".
- Katyna Huberman como Tania Abarzúa.
- Maricarmen Arrigorriaga como Pola Amunátegui.
- Claudio Arredondo como Samuel Rocha "Samuel Samuel".
- Mariana Derderián como Alejandra Andrade.
- Renata Bravo como Nicole Wilkinson "Nicole TV".
- Montserrat Prats como Sandra Vilches.
- Christian Sève como Felipe De la Vega "Pipegol".
- Juanita Ringeling como Lourdes "Lulú" Ríos.
- María José Illanes como Pilar Romero.
- Lucas Saez como Teodoro "Teo" Palacios.
- Catalina Castelblanco como Dakota Robinson.
- Camila Commentz como Molly Robinson.